# Helmut Berger (színművész, 1944)
Helmut Berger, eredetileg Helmut Steinberger (Bad Ischl, Ausztria, 1944. május 29. – Salzburg, 2023. május 18.) osztrák színész.

## Élete
Helmut Steinberger néven született 1944. május 29-én az ausztriai Bad Ischlben, s bár nem ez volt a vágya, családja révén a vendéglátóiparba került. 18 évesen Londonba költözött, ahol alkalmi munkákat vállalt, hogy színészmesterség-órákat vehessen. Miután megtanulta a nyelvet, Rómába költözött.
1964-ben találkozott először Luchino Viscontival, akinek később az élettársa lett. Viscontitól kapta az első szerepét a Le streghe (1967) filmben, de világhírű Martin von Essenbeck szerepével lett Visconti Elátkozottak (La caduta degli dei) (1969) című filmjében, melyért 1970-ben Golden Globe-díjra jelölték legjobb férfi mellékszereplő kategóriában. Karrierjének csúcspontja II. Lajos bajor király szerepe volt Visconti Ludwigjában (1972).
Visconti 1976-os halála mélyen megrázta Bergert. Visconti végakaratát, amelyben nyilvánvalóan őt nevezte meg örökösének, nem találták meg. Franco Zeffirelli, Visconti hajdani rendezőtársa mentorsága ellenére Berger alkohollal és drogproblémákkal küszködött. Visconti halálának évfordulóján öngyilkosságot is megkísérelt. Televíziós műsorokban is dolgozott, de Visconti halála óta egy rendezővel sem tudott együttműködni.
Berger kicsapongó élete, s nyíltan felvállalt biszexualitása okán szívesen hívták vendégnek olyan beszélgető műsorokba, amelyek például Marisa Berensonnal folytatott erotikus kalandjairól, vagy éppen Mick Jaggerről szóltak.
2004-ben az ausztriai média nagy érdeklődésének hatására Rómából Salzburgba költözött, ahol édesanyjával élt. Az anyagi helyzetéről szóló pletykákat letagadta, azzal, hogy csupán átmeneti időszak, új lakást keres Rómában, s már a drogokkal is felhagyott.
2007-ben a Berlini Filmfesztiválon díjat nyert a minden tekintetben kiemelkedő teljesítményéért.

## Ismertebb filmjei
- 1967: Boszorkányok (Le Streghe), rend. Luchino Visconti
- 1969: Elátkozottak (La caduta degli dei / Die Verdammten), rend. Luchino Visconti
- 1970: Il dio chiamato Dorian, rend. Massimo Dallamano
- 1970: Finzi-Continiék kertje (Il Giardino dei Finzi-Contini), rend. Vittorio De Sica
- 1971: Un Beau Monstre, rend. Alain Revent
- 1972: Ludwig, rend. Luchino Visconti
- 1974: Meghitt családi kör (Gruppo di famiglia in un interno), rend. Luchino Visconti
- 1975: Egy romantikus angol nő (The Romantic Englishwoman), rend. Joseph Losey
- 1976: Kitty szalon / Madame Kitty (Salon Kitty), rend. Tinto Brass
- 1976: Győzelem Entebbénél (Victory at Entebbe), rend. Marvin J. Chomsky
- 1977: Veszett kutya (La Belva col Mitra), rend. Sergio Grieco
- 1978: A nagy csata (Il grande attacco), rend. Umberto Lenzi
- 1983–84: Dinasztia (Dynasty), TV-filmsorozat
- 1985: Az Overlord hadművelet (Code Name: Emerald), rend. Jonathan Sanger
- 1990: A Keresztapa III. (The Godfather III), rend. Francis Ford Coppola
- 1991: Adelaide, rend. Lucio Gaudino
- 1993: Ludwig 1881, rend. Donatello Dubini, Fosco Dubini
- 1994: A Dreyfus-ügy (L’Affaire Dreyfus), rend. Yves Boisset
- 1997: Hullámsír (Ultimo taglio), rend. Marcello Avallone
- 1997: Die 120 Tage von Bottrop, rend. Chr. Schlingensief
- 1997: Teo (TV-film), rend. Cinzia Th. Torrini
- 2003: Honey Baby, rend. Mika Kaurismäki
- 2005: Damals warst Du still (TV-film), rend. Rainer Matsutani
- 2009: Vaskereszt (Iron Cross), rend. Joshua Newton

## További információ
- Helmut Berger a PORT.hu-n (magyarul)
- Helmut Berger az Internetes Szinkronadatbázisban (magyarul)
- Helmut Berger az Internet Movie Database-ben (angolul)
- Helmut Berger a Rotten Tomatoeson (angolul)
- Helmut Berger az AlloCiné weboldalán (franciául)
- Helmut Berger Profile. famousfix.com. (Hozzáférés: 2023. február 15.)
- Salon for Helmut Berger